# Pârâul Văcarilor
Pârâul Văcarilor este un curs de apă, afluent de stânga al râului Betel, care este la rândul său un afluent al râului Olt.